# Bebogeen
Bebogeen is een karamelpasta, gebruikt als broodbeleg.
Bebogeen is mede ontwikkeld omdat er in het noorden van Nederland tijdens en vlak na de Tweede Wereldoorlog weinig tot geen boter beschikbaar was.
Suikerbieten werden verwerkt tot een zoete, smeerbare karamelpasta, waardoor boter niet nodig was. Bebogeen bevat geen vet, maar wel veel koolhydraten en kan gezien worden als een Nederlandse variant van het Latijns-Amerikaanse dulce de leche.
Het bestaat gewoonlijk uit glucose-fructosestroop, gecondenseerde gedeeltelijk afgeroomde melk met suiker, water, gemodificeerd maïszetmeel, verdikkingsmiddel (carrageen), kleurstof (karamel), zuurteregelaar (natriumcitraat), zout en aroma.

## Verklaring van de naam Bebogeen
Er bestaan twee verklaringen voor de naam. Volgens De Ruijter is de naam Bebogeen ontstaan door de samenvoeging en omkering van Geen boter beschikbaar De zoon van de laatste particuliere eigenaar vertelde echter in 2009 aan een verslaggever van de Telegraaf, dat de naam Beter dan boter betekent én een samenvoeging is van de namen van de zoon en neef van de oorspronkelijke producent Benno Benninga: Benno en Bob.